# Auditor (církevní)
V církevní terminologii je auditor (z latinského slova znamenajícího „vyslýchající“) osoba pověřená projednáváním případů u církevního soudu. 

## Římskokatolická církev
V římskokatolické církvi je auditor osobou (mužem nebo ženou) pověřenou shromažďováním důkazů (vypracováním spisu) pro předložení soudci, a proto by se mohl nazývat soudce instruktor. Pokud soudce neurčí jinak, auditor rozhoduje o tom, jaké důkazy mají být shromážděny a jakým způsobem.
Auditor je popisován jako „nestranný soudní úředník, který shromažďuje všechny potřebné dokumenty k případu a může doplňovat úkony ve věci dalšími výslechy stran a svědků“.
Auditor může být vybrán z řad soudců tribunálu nebo z osob, duchovních či laiků, které pro tuto funkci schválil biskup. Osoby vybrané biskupem by měly vynikat dobrým chováním, rozvahou a vzdělaností.
Způsob, jakým má auditor vést výslech svědků, je uveden v kánonech 1558–1571 Kodexu kanonického práva z roku 1983.
Kdykoli ordinář obdrží informaci, která má alespoň zdání pravdy, o trestném činu, má okolnosti vyšetřit buď osobně, nebo prostřednictvím jiné vhodné osoby, která má pak stejné pravomoci jako auditor. Pokud je později zahájeno soudní řízení, nesmí být tato osoba soudcem v dané věci.
Soudci římské roty mají titul auditora nebo auditora preláta.
Až do konce 20. století se v diplomatických službách Svatého stolce používal titul auditor, který označoval hodnost vyšší než první tajemník, ale nižší než rada.

## Anglikánská církev
V anglikánské církvi je auditorem soudce, který je členem arcibiskupského soudu v Canterbury i kancléřského soudu v Yorku.

## Scientologická církev
Auditor je v Scientologické církvi duchovní poradce, který je oprávněn používat scientologické technologie při poskytování náboženského poradenství (auditingu). 